# STX Entertainment
STX Entertainment è una casa di produzione e distribuzione cinematografica e televisiva statunitense nata nel marzo 2014 dal regista Robert Simonds e da Bill McGlashan.

## Storia
Nel 2012, Simonds e McGlashan iniziarono a lavorare sulla creazione di una società con l'idea di produrre progetti a budget medio con una star associata, un metodo che era passato di moda con gli studi di Hollywood. La conversazione portò al lancio di STX Entertainment nel 2014, con la missione di finanziare, sviluppare, produrre, commercializzare e distribuire contenuti guidati dalle star in tutto il mondo. Gli investitori della società includevano Hony Capital, Tencent, PCCW, TPG Growth, RTL Group e Liberty Global.
Nel 2015 ha siglato un accordo con la compagnia cinematografica cinese Huayi Brothers che avrebbero co-finanziato 18 film a partire da Bad Moms - Mamme molto cattive e Peppermint - L'angelo della vendetta.
Nel 2020 la compagnia è stata acquistata dalla Najafi Companies continuando a lavorare nel mondo del cinema.

## Produzioni originali[5]
- Regali da uno sconosciuto - The Gift  (The Gift), regia di Joel Edgerton (2015)
- Il segreto dei suoi occhi (Secret in Their Eyes), regia di Billy Ray (2015)
- Hardcore! (Hardcore Henry), regia di Il'ja Najšuller (2015)
- Desierto, regia di Jonás Cuarón (2015)
- The Boy, regia di William Brent Bell (2016)
- Free State of Jones, regia di Gary Ross (2016)
- Bad Moms - Mamme molto cattive (Bad Moms), regia di Jon Lucas e Scott Moore (2016)
- 17 anni (e come uscirne vivi) (The Edge of Seventeen), regia di Kelly Fremon Craig (2016)
- L'ora più bella (Their Finest), regia di Lone Scherfig (2016)
- The Bye Bye Man, regia di Stacy Title (2017)
- Lo spazio che ci unisce (The Space Between Us), regia di Peter Chelsom (2017)
- The Circle, regia di James Ponsoldt (2017)
- The Foreigner, regia di Martin Campbell (2017)
- Bad Moms 2 - Mamme molto più cattive (A Bad Moms Christmas), regia di Jon Lucas e Scott Moore (2017)
- Molly's Game, regia di Aaron Sorkin (2017)
- Nella tana dei lupi (Den of Thieves), regia di Christian Gudegast (2018)
- Truffatori in erba (Gringo), regia di Nash Edgerton (2018)
- Come ti divento bella! (I Feel Pretty), regia di Abby Kohn e Marc Silverstein (2018)
- Resta con me (Adrift), regia di Baltasar Kormákur (2018)
- Red Zone - 22 miglia di fuoco (Mile 22), regia di Peter Berg (2018)
- Pupazzi senza gloria (The Happytime Murders), regia di Brian Henson (2018)
- Peppermint - L'angelo della vendetta (Peppermint), regia di Pierre Morel (2018)
- Ricomincio da me (Second Act), regia di Peter Segal (2018)
- Renegades - Commando d'assalto (Renegades), regia di Steven Quale (2018)
- Sempre amici (The Upside), regia di Neil Burger (2018)
- Migliori nemici (The Best of Enemies), regia di Robin Bissell (2019)
- Pupazzi alla riscossa (Ugly Dolls), regia di Kelly Asbury (2019)
- Poms, regia di Zara Hayes (2019)
- Le ragazze di Wall Street - Business Is Business (Hustlers), regia di Lorene Scafaria (2019)
- Countdown, regia di Justin Dec (2019)
- The Irishman, regia di Martin Scorsese (2019)
- City of Crime (21 Bridges), regia di Brian Kirk (2019)
- Playmobil: The Movie, regia di Lino Disalvo (2019)
- The Gentlemen, regia di Guy Ritchie (2019)
- The Boy - La maledizione di Brahms (Brahms: The Boy II), regia di William Brent Bell (2020)
- Il giardino segreto (The Secret Garden), regia di Marc Munden (2020)
- Greenland, regia di Ric Roman Waugh (2020)
- Horizon Line - Brivido ad alta quota (Horizon Line), regia di Mikael Marcimain (2020)
- The Mauritanian, regia di Kevin Macdonald (2020)
- Gunpowder Milkshake, regia di Navot Papushado (2020)
- Queenpins: Le Regine dei Coupons (Queenpins), regia di Gita Pullapilly e Aron Gaudet (2021)
- National Champions, regia di Ric Roman Waugh (2021)
- Riposo forzato (Bed Rest), regia di Lori Evans Taylor (2022)
- The Marsh King’s Daughter, regia di Neil Burger (2022)
- The Covenant (Guy Ritchie's The Covenant), regia di Guy Ritchie (2023)
- Ferrari, regia di Michael Mann (2023)
- My Spy - La città eterna (My Spy: The Eternal City), regia di Peter Segal (2024)